# Hartmut Handt
Hartmut Handt (ur. 12 marca 1940 w Wuppertalu) – niemiecki pisarz i tekściarz.
Studiował teologię. Był pastorem Kościoła ewangelicko-metodystycznego w Stanach Zjednoczonych.

## Książki
- Anschlüsse. Verlag Singende Gemeinde, 1988
- Der Rabe Kolk und sein kleiner Freund Fips. Edition Ruprecht, 1989 ISBN 3-7675-2568-2
- Advent. Vandenhoeck & Ruprecht, 1992
- Lass mich fallen in dein Wort. Edition Anker, 1995 ISBN 3-7675-7957-X
- Lebensfarben. Edition Anker, 1995
- Vom Wort bewegt. Verlag Singende Gemeinde, 2000 ISBN 978-3-87753-030-6
- Gesangbuch der EmK. (Redaktion) 2002
- Voller Hoffnung. Strube-Verlag, 2003 ISBN 3-89912-388-3
- Voller Freude. Strube-Verlag, 2004 ISBN 3-89912-071-X
- Gute Worte für glückliche Tage: 30 aufmunternde Andachten. Oncken-Verlag, 2006 ISBN 3-87939-355-9
- Singen um gehört zu werden. Strube-Verlag (Mit-Hrsg.), 2007